# ムクタディル
ムクタディル（895年 - 932年）は、アッバース朝の第18代カリフ（在位：908年 - 932年）である。

## 生涯
アッバース朝の第16代カリフであるムウタディドとギリシア系の女奴隷サイイダとの間に生まれ、先代が若くして亡くなったため13歳で即位した。即位できたのは重臣たちが幼少の彼ならば自由に操れると判断したからだが、これに不満を持つ一部の重臣たちは第13代カリフの息子を担ぎ出して即位後、間もなくクーデターを起こした。反乱軍は宮殿に殺到し多数の家臣を殺害したが中庭で蹴鞠をしていたムクタディルは殿中へ逃げのびすぐに反乱は鎮圧された。
ムクタディル自身は、遊び好きの浪費家だったが、鋭い洞察力を持つサイイダに頭が上がらず、息子の背後に控えて目を光らせていたため重臣たちも期待していたような好き勝手はできなかった。実際に権力を握っていたのはサイイダで万事に口を出し政治を取り仕切った。即位後10年目には講和に訪れた迎えるにあたってビザンツ帝国に豪華絢爛な歓待を行い威容を見せつけた。
920年頃から狂乱物価となり人民は飢饉に苦しんだが容赦なく増税をしたため各地で暴動が起きた。929年には、トルコ系武人たちを従える宦官ムーニスが謀反をおこしカリフとその母を幽閉しれたが間もなく軍隊の一部に救出されている。しかし、ムーニスの強力だったために罰することができなかった。930年にはカリフの強力な私兵だった黒人奴隷兵たちが、バグダードでムーニスの私兵たちに奇襲され皆殺しにされた。932年に、ついにムーニスとバグダード郊外で戦うが、槍に当たり首をはねられ戦死した。